# Maldòn' (chanson)
Singles de Zouk Machine
Sa ke cho
(1990)
Pistes de Maldòn
Pisimé zouké
(11)
Maldòn', aussi orthographié Maldòn, est une chanson du groupe guadeloupéen Zouk Machine enregistrée en 1989, sortie la même année sur l'album homonyme et en version remix sous le titre Maldòn (la musique dans la peau),. 
En France, elle a eu un grand succès. Devenue numéro un du Top 50, elle est y reste en tête pendant 9 semaines. 

## Histoire de la chanson
La chanson est écrite et produite par Guy Houllier et Yves Honoré, membres du groupe guadeloupéen Expérience 7, qui ont l'idée d'un morceau en créole utilisant des verbes (nettoyer, balayer, astiquer) identiques en français et en créole, et d'un trio de jeunes femmes pour l'interpréter. Le trio guadeloupéen de jeunes femmes, composé de Joëlle Ursull, Dominique Zorobabel et Christiane Obydol, la demi-sœur de Guy Houllier, partie faire carrière aux États-Unis qu'il rappelle et réussit à faire revenir  pour ce projet,,. Joëlle Ursull est remplacée au bout d'un an et demi par Jane Fostin.
Le clip, réalisé par Jean-Paul Goude, propulse le titre en tube de l'été en 1990,.
En 1990, le titre est samplé par le groupe d'eurodance Snap! sur le titre Ooops Up classé au Top 50 une dizaine de pays du monde.
En 2013, la chanson est reprise par Lynnsha, Fanny J et Louisy Joseph sur l'album du collectif Tropical Family. Cette reprise déclenche la colère du groupe Zouk Machine.

## Thème
Le texte évoque le partage des tâches entre hommes et femmes pour le ménage et s'en prend aux hommes qui ne veulent ni nettoyer, ni balayer, ni astiquer,

## Liste des titres
| France 45 tours 1. Maldòn (remix) — 4:01 2. Lanmou soley — 5:25 France CD single 1. Maldòn (remix) — 4:01 2. Lanmou soley — 5:25 | France CD maxi 1. Maldòn (D.J. remix) — 5:51 2. Lanmou soley — 5:25 3. Maldòn (remix) — 4:09 Téléchargements 1. Maldòn (remix) — 4:01 |

## Classements et certifications

### Version de Zouk Machine
| Classement (1990)                      | Meilleure position |
| -------------------------------------- | ------------------ |
| Belgique (Flandre Ultratop 50 Singles) | 32                 |
| France (SNEP)                          | 1                  |
| Pays-Bas (Nederlandse Top 40)          | 9                  |
| Pays-Bas (Single Top 100)              | 8                  |

| Classement de fin d'année (1990) | Position |
| -------------------------------- | -------- |
| Pays-Bas (Nederlandse Top 40)    | 54       |
| France (SNEP)                    | 1        |

| Pays   | Certification | Date | Ventes certifiées | Ventes physiques |
| ------ | ------------- | ---- | ----------------- | ---------------- |
| France | Platine       | 1990 | 1 000 000         | 1 250 000        |

### Version de Tropical Family
| Classement (2013)               | Meilleure position |
| ------------------------------- | ------------------ |
| Belgique (Wallonie Ultratip 50) | 15                 |
| France (SNEP)                   | 15                 |